# 765. grenadirski polk (Wehrmacht)
765. grenadirski polk (izvirno nemško 765. Grenadier-Regiment; kratica 765. GR) je bil pehotni polk Heera v času druge svetovne vojne.

## Zgodovina
Polk je bil ustanovljen 12. novembra 1943 za potrebe 715. pehotne divizije.
Avgusta 1944 je bil polk med Toulonom in Nico uničen.